# سهيل الوزن
سُهَيْل الوَزْن أو المِفْرَش أو غاما الشراع اختصارًا (بالإنجليزية: Gamma Velorum)‏، هو نظام نجمي رباعي يقع في كوكبة الشراع. الاسم الأخير هو تسمية باير للنجم، يُختصر إلى γ الشراع (γ Velorum أو γ Vel). يبلغ قدره الظاهري المجموع +1.72، وهو أحد ألمع النجوم في سماء الليل، ويحتوي على أقرب وألمع نجم وولف-رايت. أطلق علماء عصر الحضارة الإسلامية على هذا النجم وعلى نجم سهيل رَقَاشٍ اسم "سهيل المُحْلِف" أو "سهيل المُحْنِث".
يشتمل نظام سهيل الوزن على زوج من النجوم مفصول بـ 41 ثانية قوسية، كل منها نظام ثنائي مطيافي أيضًا. يحتوي γ2 الشراع، الأكثر لمعانًا من الزوج المرئي، على نجم وولف-رايت ونجم أزرق فائق العملقة، بينما يحتوي γ1 الشراع على عملاق أزرق ورفيق غير مرئي.